# 繁荣街道 (齐齐哈尔市)
繁荣街道是中国黑龙江省齐齐哈尔市碾子山区下辖的一个街道，位于城区中部，与东安街道相邻。